# Земомысл
Земомы́сл (пол. Siemomysł) — полулегендарный князь западных полян из династии Пястов. Земомысл известен лишь из хроники Галла Анонима, согласно которой он наследовал престол после смерти своего отца Лешека, был отцом первого достоверно существовавшего князя Мешко I и «в три раза выше поднял память о предках своим благородством и достоинством».
Историчность Земомысла, как и других Пястов до Мешко I, ставится под сомнение. До недавнего времени в польской историографии князь именовался не иначе как «Ziemomysł» (эта форма получила распространение благодаря популярному труду «Генеалогия Пястов» Освальда Бальцера (1895), однако в последнее время в свете новейших исследований в области польской ономастики его имя передаётся как «Siemomysł». Это разночтение связано с тем, что ранее этимология имени князя приводилась в значении «думающий о земле», тогда как более вероятно происхождение имени от славянского слова «семя» в значении семья, род.
Годы жизни и правления Земомысла неизвестны. Гипотетически он должен был родиться около 930 года (некоторые исследователи полагают, что правление Земомысла было очень коротким, а сам родился около 950 года). Земомыслу обычно приписывают политическое объединение земель полян, гоплян и мазовшан, хотя и не исключают, что объединение могло произойти и во время правления его отца. Согласно гипотезе Генриха Ловмянского, в 954 году Земомысл поддержал восстание племени укран против власти немцев.
Имя жены (или жён) князя также неизвестно. По одной из версий, его женой была дочь князя лендзян Влодислава, данника Древнерусского государства Между тем, недостаток источников не позволяет говорить об этой версии сколь-либо серьёзно. Согласно чешской хронике Вацлава Гаека, матерью Мешко I была Горка, имя которой в других источниках не встречается, однако сомнительность данного известия была отмечена ещё Бальцером.
Известно о трёх сыновьях Земомысла. Вероятно, старшим был Мешко, ставший князем после смерти отца, хотя старшим мог быть и умерший в 964 или 965 годах (по Бальцеру, в 963 году) неизвестный по имени сын. Младшим сыном Земомысла был Чтибор.
Вполне возможно, что дочерью Земомысла была жена неизвестного по имени поморского князя. Эта версия основана в том числе и на том факте, что имя Земомысл носил поморский князь, упоминаемый в источниках под 1046 годом. Между тем, некоторые исследователи считают, что она была дочерью Мешко I.
Освальд Бальцер в своей «Генеалогии Пястов» приписывал Земомыслу сына Прокуя, который, как считается ныне, не имеет отношения к династии Пястов, и дочь Аделаиду, легендарную «Белую княгиню» — популярный образ в ранней польской историографии.
Согласно сочинениям польских историков XVI—XVII веков, достоверность которых современные историки подвергают серьёзному сомнению, Земомысл оказывал помощь Олегу Моравскому — якобы, близкому родственнику князей Руси из династии Рюриковичей.